# كاثرين فيليبس
كاثرين فيليبس (بالإنجليزية: Katherine Philips)‏ (1632، لندن في المملكة المتحدة - 22 يونيو 1664، لندن في المملكة المتحدة)؛ مترجمة، كاتِبة وشاعرة ويلزية.

## روابط خارجية
- كاثرين فيليبس على موقع الموسوعة البريطانية (الإنجليزية)
- كاثرين فيليبس على موقع ميوزك برينز (الإنجليزية)
- كاثرين فيليبس على موقع إن إن دي بي (الإنجليزية)